# Delligsen
Delligsen er en kommune i Landkreis Holzminden i den tyske delstat Niedersachsen, med godt 8.000 indbyggere (2012). Kommunen består af seks småbyer , der med deres omgivelser var selvstændige kommuner ind til 1974: Ud over hovedbyen Delligsen, landsbyerne Grünenplan, Ammensen, Hohenbüchen, Kaierde og Varrigsen.

## Geografi
Delligsen ligger i landskabet Leinebergland mellem højdedragene Reuberg mod nord, Steinberg mod nordøst, Selter mod sydøst , Hils mod syd og vest ssamt Ith mod nordvest. Floden Wispe der er en biflod til Leine, løber gennem kommunen.

### Nabokommuner
Nabokommuner til Delligsen er (med uret fra sydøst) byen Einbeck (Landkreis Northeim), de kommunefrie områder (gemeindefreie Gebiet) Wenzen og Grünenplan (Landkreis Holzminden) samt kommunen Coppengrave (Samtgemeinde Duingen), byen Alfeld og kommunen Freden (Samtgemeinde Freden) (alle Landkreis Hildesheim).